# Mario Azzopardi
Mario Philip Azzopardi, conosciuto più comunemente con il nome d'arte Mario Azzopardi (Siġġiewi, 19 novembre 1950), è un regista e sceneggiatore maltese.

## Biografia
Mario Philip Azzopardi risiede a Toronto in Canada e a causa del suo nome d'arte viene spesso scambiato con lo scrittore di brevi storie, articolista e poeta maltese Mario Azzopardi (nato nel 1944) che opera anch'egli nel teatro e dirige il Malta Drama Center.
Azzopardi ha iniziato la sua istruzione al St Aloysius' College di Birchircara (Malta)  Nel 1971, mentre era ancora studente alla Università di Malta, egli ha diretto Gagga, quello che si presume essere il primo film fatto per la sua interezza in lingua maltese. Trasformato in digitale e migliorato, il film è stato ri-realizzato a Malta nel marzo 2007.
Azzopardi ha lasciato Malta per andare in Canada nel 1978 in seguito ad una disputa con la censura e le autorità teatrali che, nel 1977, avevano cancellato la sua opera teatrale, Sulari Fuq Strada Stretta, da loro reputata offensiva; l'opera è stata successivamente presentata nel gennaio 2008 al Teatro Manoel a La Valletta (Malta).
Mario Philip Azzopardi ha lavorato in programmi come Oltre i limiti, Stargate SG-1 (incluso il suo episodio pilota di due ore) e Stargate Atlantis. Nel 2008 ha diretto tutti gli otto episodi dell'acclamata e premiata miniserie ZOS: Zone of Separation, del quale è creatore e produttore.
Azzopardi è sposato con Therese e ha tre figli, Lara Azzopardi, Kyra Azzopardi e Yary Azzopardi

## Filmografia

### Attore

#### Serie TV
- Boomer cane intelligente (1 episodio) (1984)
- Night Heat (1 episodio) (1987)
- Highlander (1 episodio - non accreditato) (1995)
- The L.A. Complex (1 episodio) (2012)

### Produzione

#### Film
- Gagga (1971)

#### Film TV
- The Stork Derby (2002)
- Throwing Stones (2009)

#### Serie TV
- ZOS: Zone of Separation (Mini serie TV - 8 episodi) (2009)

### Regia

#### Film
- Gagga (1971)
- Deadline (1984)
- Nowhere to Hide (1987)
- Divided Loyalties (1989)
- Caccia al serial killer (1998)
- Freefall - Panico ad alta quota (1999)
- Messia selvaggio (2002)
- Indizi dal passato (2007)

#### Film TV
- Die einzighe Zeugin (1995)
- Total Recall 2070 (1999)
- Freefall - Panico ad alta quota (1999)
- Sfida nel tempo (1999)
- Pericolo imminente (On Hostile Ground) (2000)
- Stiletto Dance (2001)
- Loves Music, Loves to Dance (2001)
- The Stork Derby (2002)
- Le mogli di Gabriel (2006)
- Lies and Crimes (2007)
- Throwing Stones (2009)
- Witchlayer Gretl (2012)
- Aladdin and the Death Lamp (2012)

#### Serie TV
- Boomer cane intelligente (episodi sconosciuti) (1979)
- I gemelli Edison (7 episodi) (1984-1985)
- Night Heat (23 episodi) (1985-1989)
- Capitan Power (2 episodi) (1987)
- Knightwatch (1 episodio) (1988)
- E.N.G. - Presa diretta (episodi sconosciuti) (1989)
- Oltre la legge - L'informatore (1 episodio) (1989)
- L'ispettore Tibbs (3 episodi) (1989-1992)
- True Blue (1 episodio) (1990)
- Booker (1 episodio) (1990)
- Flash (4 episodi) (1990-1991)
- Counterstrike (5 episodi) (1990-1991)
- Top Cops (1 episodio) (1991)
- Sweating Bullets (9 episodi) (1991-1992)
- Oltre la realtà (3 episodi) (1991-1992)
- Human Target (episodi sconosciuti) (1992)
- Matrix (1 episodio) (1993)
- Kung Fu - La leggenda continua (9 episodi) (1993-1995)
- Cobra Investigazioni (2 episodi) (1994)
- Viper (2 episodi) (1994)
- RoboCop (2 episodi) (1994)
- M.A.N.T.I.S. (2 episodi) (1994-1995)
- Highlander (5 episodi) (1994-1995)
- I viaggiatori (2 episodi) (1995)
- Oltre i limiti (21 episodi) (1995-2001)
- Poltergeist (1 episodio) (1996)
- Two (1 episodio) (1996)
- F/X (3 episodi) (1996-1997)
- Dead Man's Gun (1 episodio) (1997)
- Stargate SG-1 (5 episodi) (1997-1998)
- Total Recall 2070 (5 episodi) (1999)
- Dinotopia (5 episodi) (2002-2003)
- Jeremiah (2 episodi) (2003)
- Stargate Atlantis (4 episodi) (2004-2005)
- Angela's Eyes (1 episodio) (2006)
- ZOS: Zone of Separation (Mini serie TV - 8 episodi) (2009)
- Aaron Stone (1 episodio) (2009)
- Degrassi: The Next Generation (6 episodi) (2009-2010)

#### Video
- Stargate SG-1: Children of the Gods - Final Cut (2009)

#### Videogame
- Warriors: Legends of Troy (2009)

### Sceneggiatura

#### Film
- Gagga (1971)
- Deadline (1984)

#### Film TV
- Die einzige Zeugin (1995)
- Throwing Stones (2009)

#### Serie TV
- ZOS: Zone of Separation (Mini serie TV - 8 episodi) (2009)

#### Videogioco
- Warriors: Legends of Troy (2009)